# Мерингдамм
Мерингдамм (нем. Mehringdamm) — проспект в берлинском районе Кройцберг, получивший своё название в честь немецкого политика Франца Меринга.

## Расположение
Улица простирается с севера на юг и является частью федеральный трассы B 96. При этом южный конец улицы идёт далее за пределы Кройцберга в округ Темпельхоф-Шёнеберг, где проходит недалеко от бывшего аэропорта Темпельхоф, переходя в проспект Темпельхофер-Дамм (нем. Tempelhofer Damm). На севере Мерингдамм проходит по мосту Мерингбрюкке (нем. Mehringbrücke) через Ландвер-канал до границы с Вильгельмштрассе (Берлин-Митте).

## История
Улица была заложена ещё в XIX веке, в 1837 году улица получила своё первоначальное название — Темпельхофер-штрассе (нем. Tempelhofer Straße). В 1864 году в честь сражения при Бель-Альянсе (прусский вариант названия битвы при Ватерлоо) улица была переименована в Белль-Альянс-штрассе (нем. Belle-Alliance-Straße). После Второй мировой войны улица была названа в честь немецкого политика Франца Меринга — сначала как Франц-Меринг-штрассе (нем. Franz-Mehring-Straße), а затем с 1947 года — Мерингдамм.
В 1989 году в дом номер 61 на проспекте Мерингдамм переезжает ЛГБТ-организация AHA-Berlin, закладывая основу будущему гей-кварталу, возникшему в последующие годы. В 1989 году в это же здание переезжает Музей гомосексуальности, а в 1995 году в подвале здания открывается гей-центр SchwuZ. В последующие годы в ближайшей округе было открыто множество гей-френдли кафе и баров.

## Достопримечательности
- По адресу Мерингдамм 22 расположен комплекс из пяти исторических кладбищ, где захоронены многие всемирно знаменитые немецкие граждане, в том числе великий немецкий композитор Феликс Мендельсон Бартольди. Композитор был похоронен на семейном участке Мендельсонов на Первом кладбище Общины святой Троицы находящемся за кладбищем у Гальских ворот на проспекте Мерингдамм, 22  в Берлине. Могила сохранилась.
- На восточном краю комплекса кладбищ похоронен Пётр Си́мон Палла́с (нем. Peter Simon Pа́llas[3];— выдающийся немецкий и русский учёный-энциклопедист, естествоиспытатель и путешественник на русской службе (1767—1810). Прославился важнейшими научными экспедициями со многими открытиями по Сибири и Южной России, внёс существенный вклад в становление и развитие биологии, географии, этнографии, геологии и филологии, является одним из основателей биогеографии и экологии[4]."…Природный немец, родом пруссак, отдавший всю жизнь России…"  — говорил о нём академик В. И. Вернадский.

- Жилой дом под номером 21 официально имеют статус памятника архитектуры
- Театр Berliner Kabarett Anstalt
- Гей-центр SchwuZ
- Музей гомосексуальности